# Сен-Жюльен-сюр-Ресуз
Сен-Жюлье́н-сюр-Ресу́з (фр. Saint-Julien-sur-Reyssouze) — коммуна во Франции, находится в регионе Рона — Альпы. Департамент — Эн. Входит в состав кантона Сен-Тривье-де-Курт. Округ коммуны — Бурк-ан-Брес.
Код INSEE коммуны — 01367.

## География

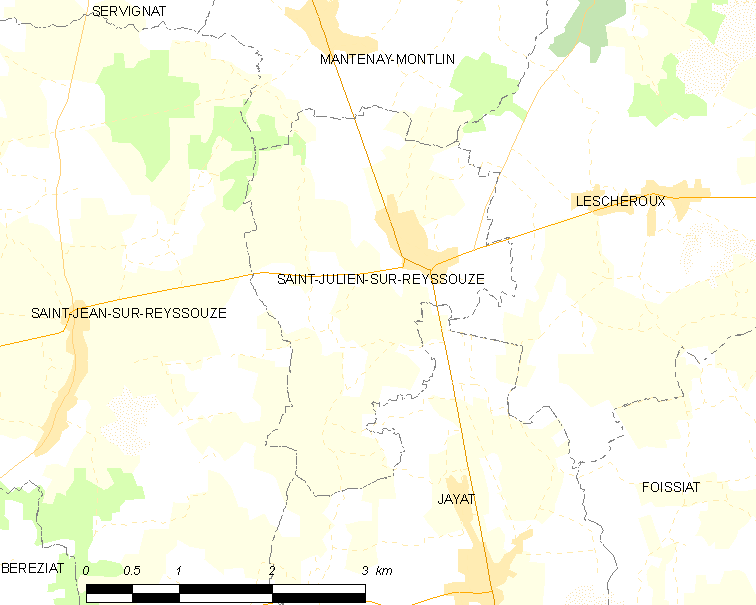
Карта коммуны

Коммуна расположена приблизительно в 350 км к юго-востоку от Парижа, в 75 км севернее Лиона, в 24 км к северо-западу от Бурк-ан-Бреса.
По территории коммуны протекает река Ресуз.

## Климат
Климат полуконтинентальный с холодной зимой и тёплым летом. Дожди бывают нечасто, в основном летом.

## Население
Население коммуны на 2010 год составляло 668 человек.
| 1962 | 1968 | 1975 | 1982 | 1990 | 1999 | 2010 |
| ---- | ---- | ---- | ---- | ---- | ---- | ---- |
| 605  | 570  | 571  | 517  | 532  | 509  | 668  |

## Администрация
| Период | Период | Фамилия         | Партия | Примечания |
| ------ | ------ | --------------- | ------ | ---------- |
| 2008   | 2014   | Жан-Клод Бассе  |        |            |
| 2014   | 2020   | Кристоф Риголле |        |            |

## Экономика
В 2010 году среди 400 человек трудоспособного возраста (15—64 лет) 321 были экономически активными, 79 — неактивными (показатель активности — 80,3 %, в 1999 году было 72,9 %). Из 321 активных жителей работали 292 человека (162 мужчины и 130 женщин), безработных было 29 (15 мужчин и 14 женщин). Среди 79 неактивных 21 человек были учениками или студентами, 35 — пенсионерами, 23 были неактивными по другим причинам.